# Winter-Paralympics 2010/Teilnehmer (Finnland)
| stlisierte Goldmedaille | stlisierte Silbermedaille | stlisierte Bronzemedaille |
| ----------------------- | ------------------------- | ------------------------- |
| —                       | 1                         | 1                         |

Finnland schickt bei den Winter-Paralympics 2010 in Vancouver zwei Athletinnen und drei Athleten an den Start.

## Teilnehmer nach Sportarten

### Biathlon
Damen:
- Maija Loytynoja
Biathlon: 3 km Verfolgung, stehend: Silber

### Ski Alpin
Damen:
- Katja Saarinen
Slalom, stehend: 10. Platz
Riesenslalom, stehend: DNF

### Skilanglauf
Damen:
- Maija Loytynoja
Langlauf: 5 km klassisch, stehend: 9. Platz
Langlauf: 1 km Sprint, stehend: 6. Platz

Herren:
- Rudolf Klementti
Langlauf: 10 km klassisch, sehbehindert: 13. Platz
Langlauf: 20 km Freistil, sehbehindert: 12. Platz
Langlauf: 1 km Sprint, sehbehindert: 18. Platz

- Jarmo Ollanketo
Langlauf: 10 km klassisch, sehbehindert: 11. Platz
Langlauf: 1 km Sprint klassisch, sehbehindert: 6. Platz

- Ilkka Tuomisto
Langlauf: 10 km klassisch, stehend: 9. Platz
Langlauf: 20 km Freistil, stehend: 11. Platz
Langlauf: 1 km Sprint, stehend: Bronze